# Квинт Тиней Клемент
Квинт Тиней Клемент (на латински: Quintus Tineius Clemens) e политик и сенатор на Римската империя през края на 2 век.

## Биография
Произлиза от висша благородна фамилия вероятно от Volaterrae (Волтера) в Етрурия. Син е на Квинт Тиней Сакердот (консул 158 г.). Внук е на Квинт Тиней Руф, който от 124 до 126 г. e легат на Тракия (legatus Augusti pro praetore Thraciae) и суфектконсул 127 г. Брат е на Квинт Тиней Руф (консул 182 г.) и на Квинт Тиней Сакердот (суфектконсул 192 г. и консул 219 г.)
През 195 г. Клемент е консул заедно с Публий Юлий Скапула Тертул Приск.